# Hundbajsflickan
Hundbajsflickan (Dog poop girl på engelska, och 개똥녀 på koreanska) refererar till en händelse år 2005 i Sydkorea, omskriven som en av de första internationellt rapporterade fallen av doxing. 
På en tunnelbanevagn i Seoul bajsade en ung kvinnas knähund, vilket fotograferades av en annan passagerare, när kvinnan vägrade städa upp efter sig trots flera påpekanden. Fotografierna lades upp på en populär koreansk webbplats och fick stor spridning vilket ledde till att kvinnan identifierades och personlig information om hennes lades ut på internet. Kvinnan hängdes ut offentligt och hoppade av sin universitetsutbildning. Händelsen resulterade i en diskussion om internetaktivism och integritetsfrågor.